# Win Maung
Mahn Win Maung (tiếng Miến Điện: မန်းဝင်းမောင် [máɰ̃ wɪ́ɰ̃ màʊɰ̃]; sinh ngày 17 tháng 4 năm 1916 – mất ngày 4 tháng 7 năm 1989) là một chính trị gia người Miến Điện, từng giữ chức Tổng thống thứ ba của Miến Điện (nay là Myanmar).

## Thời thơ ấu
Win Maung là người dân tộc Karen, sinh ngày 17 tháng 4 năm 1916 tại vùng châu thổ sông Irrawaddy. Ông là con trai của ông U Shwe Yin và bà Daw Tharya. Ông theo học tại Trường Cao đẳng Judson, thuộc Đại học Rangoon, và tốt nghiệp Cử nhân Văn chương (B.A.) vào năm 1937.

## Sự nghiệp chính trị
Trước khi trở thành tổng thống, Mahn Win Maung đã đảm nhiệm nhiều vị trí trong chính phủ từ năm 1947 đến năm 1956. Ông từng là Bộ trưởng các bộ: Khai khoáng và Lao động, Giao thông và Viễn thông, cũng như Bộ trưởng Bộ Giao thông đường thủy, đường không và ven biển.
Tháng 3 năm 1957, ông được Thủ tướng U Nu lựa chọn làm Tổng thống Liên bang Miến Điện. Trong thời gian tại vị, ông đóng vai trò chủ yếu là một nguyên thủ quốc gia mang tính nghi lễ trong hệ thống nghị viện, còn quyền lực điều hành tập trung vào Thủ tướng và nội các. Ông giữ chức vụ này đến ngày 2 tháng 3 năm 1962, khi chính phủ dân sự của Thủ tướng U Nu bị lật đổ trong cuộc đảo chính quân sự do Tướng Ne Win dẫn đầu. Sau cuộc đảo chính, Mahn Win Maung bị bắt giam và bị cầm tù trong giai đoạn từ năm 1962 đến năm 1967.

## Đời tư
He privately visited the United States to receive medical treatment from 16 to 28 December 1957. During his visit to the U.S., he met with President Dwight D. Eisenhower, 34th President of the United States.
Mặc dù đóng vai trò chủ yếu trong nước, Mahn Win Maung vẫn tham gia vào một số hoạt động ngoại giao trong nhiệm kỳ tổng thống. Từ ngày 16 đến ngày 28 tháng 12 năm 1957, ông đã có chuyến thăm riêng đến Hoa Kỳ để điều trị y tế. Trong thời gian đó, ông đã gặp gỡ Tổng thống Dwight D. Eisenhower, Tổng thống thứ 34 của Hoa Kỳ, như một phần của hoạt động xây dựng quan hệ song phương.
Mahn Win Maung qua đời vào ngày 4 tháng 7 năm 1989, hưởng thọ 73 tuổi.